# Frédéric Martel
Frédéric Martel (28 de outubro de 1967) é um escritor, pesquisador e jornalista francês. Seus livros mais famosos são The Pink and the Blacks, Homosexuals in France since 1968 (1996), Mainstream (2010) e In the Closet of the Vatican (2019), um best-seller do The New York Times.

## Biografia
Frédéric Martel é doutor em ciências sociais e possui quatro pós-graduações em filosofia (Universidade de Sorbonne, Paris I), ciências sociais (Sorbonne, Paris I), ciência política (Panthéon, Paris II) e direito público (Panthéon, Paris II). Foi chefe do escritório de livros da Embaixada da França na Romênia (1990–1992) e "encarregado de missão" no Ministério da Cultura francês (1992). Depois de ser conselheiro do ex-primeiro-ministro Michel Rocard (1993–1994), ele serviu à Ministra do Trabalho e Assuntos Sociais, vice-primeira-ministra Martine Aubry, como redator de discursos (1997–2000). De 2001 a 2005, foi "adido cultural" na embaixada francesa nos EUA. Ele também foi pesquisador visitante na Universidade de Harvard e na Universidade de Nova Iorque (2004–2006).

## Carreira como escritor
Seus livros mais famosos são The Pink and the Black, Homosexuals in France since 1968 (1996 – tradução para o inglês pela Stanford University Press), Mainstream (sobre cultura global – 2010), Smart (sobre as "internets" – 2014) e De la culture en Amérique, um livro sobre políticas e indústrias culturais nos Estados Unidos, que foi capa da seção de arte do The New York Times em 2006. O jornalista do NYT, Alan Riding, escreveu: "Em Culture in America, um livro de 622 páginas repleto de informações, Martel desafia a visão convencional na França de que a cultura (francesa) financiada e organizada pelo governo é inteiramente boa e que a cultura (americana) moldada pelas forças do mercado é necessariamente má".
Em 21 de fevereiro de 2019, Martel publicou Sodoma (traduzido para o inglês pela Bloomsbury sob o título In the Closet of the Vatican). Publicado simultaneamente em oito idiomas, a obra foi um best-seller instantâneo. Com base no testemunho de 41 cardeais, 52 bispos, 45 núncios e embaixadores, e centenas de padres, o livro sugere que uma grande maioria de padres e bispos no Vaticano, incluindo aqueles que fazem os discursos mais homofóbicos e tradicionais sobre a moralidade, são homossexuais, praticantes ou não. "A corrupção da elite gay do Vaticano foi exposta", escreveu Andrew Sullivan num longo artigo para The Atlantic. O livro foi elogiado por Colm Tóibín, o antigo chefe da ordem dominicana Timothy Radcliffe, o historiador britânico Sir Diarmaid MacCulloch e dezenas de académicos e especialistas. O livro foi traduzido para mais de vinte idiomas; foi um best-seller em uma dúzia de países e um best-seller do The New York Times.
Martel escreveu, ou atualmente escreve, para inúmeras publicações na França e em outros lugares (incluindo Magazine Littéraire, L'Express, Le Point, Le Monde, Dissent, The Nation, Haaretz e Slate) e produz seu próprio programa de rádio, "Soft Power", um talk show semanal ao vivo sobre entretenimento, mídia e internet para a estação de rádio pública nacional francesa France Culture (Radio France).
Além disso, ele teve atividades acadêmicas de alto nível dando conferências em grandes universidades americanas (como Harvard, Stanford, Yale, Princeton, Berkeley e MIT), universidades no México, Argentina, Brasil, Hong Kong, China, Japão, Índia, Egito (e dezenas de outros países) e lecionando, de 2005 a 2014, no Instituto de Estudos Políticos de Paris (também conhecido como Sciences Po Paris) e na Escola de Altos Estudos Comerciais de Paris (também conhecida como HEC Paris). Em 2008–2010, ele foi pesquisador do Centro de Análise e Previsão das Relações Exteriores da França e fundou o site de pesquisa do Institut National de l'Audiovisuel sobre indústrias criativas e mídias ao redor do mundo.
Em janeiro de 2020, foi eleito professor titular em economias criativas na Universidade de Artes de Zurique (Suíça). Foi então nomeado chefe de investigação do Centro de Economias Criativas de Zurique.

## Obras publicadas
Frédéric Martel é autor de doze livros. As principais obras são:
- Philosophie du droit et philosophie politique (em francês), LGDJ, 1995 (sua tese em direito público publicada como livro na LGDJ Press)
- The Pink and the Black, Homosexuals in France since 1968, Le Seuil, 1996 (trad. para o inglês nos EUA por Jane Marie Todd na Stanford University Press, 1999,ISBN 0-8047-3274-4)
- La longue marche des gays (em francês), col. "Découvertes Gallimard" (n° 417), série Culture et société, Éditions Gallimard, 2002
- Theater, Sur le déclin du théâtre en Amérique et comment il peut résister en France (em francês), La Découverte, 2006
- De la culture en Amérique - Culture in America (em francês), Gallimard, 2006 (prêmio France-Amériques 2007; traduzido para japonês e polonês)
- Mainstream, Enquête sur la guerre globale de la culture et des médias (On Global War on Culture), Flammarion, 2010 (traduzido para uma dúzia de idiomas e países: Alemanha, Japão, China, Espanha, Polônia, México, Coreia do Sul, Brasil, Itália etc.)[16][17]
- J'aime pas le sarkozysme culturel (em francês) Against Sarkozy's Culture (em inglês), Flammarion, 2012
- Global Gay, How gay culture is changing the world (em inglês), Flammarion, 2012 (traduzido para o espanhol e italiano; adaptado como documentário para TV Global Gay, um filme premiado que recebeu o "Grand Prix" da Organização Mundial Contra a Tortura, OMCT, em Genebra, 2014)
- Smart, On the internets (em inglês), Stock, 2014 (o livro está prestes a ser traduzido para 8 idiomas e 15 países)
- In the Closet of the Vatican: Power, Homosexuality, Hypocrisy (em inglês), Bloomsbury, 2019,ISBN 9781472966148

## Documentários de cinema e TV
O filme de Yves Jeuland, Bleu, Blanc, Rose, foi baseado em The Pink and the Black, de Frédéric Martel (exibido na France 3, Televisão Pública Nacional) e Frédéric Martel também codirigiu o documentário De la culture en Amérique com Frédéric Laffont (amplo. na Arte, rede de TV franco-alemã) e Global Gay com Rémi Lainé (2014).

## Prêmios e honrarias
- Chevalier dans l' ordre des Arts et des Lettres[19] (a mais importante condecoração francesa no campo das artes, cultura e literatura)
- Digital Shapers 2020 (o principal prêmio suíço para a Internet (concedido por Bilanz, Le Temps e Handelszeitung).[20]